# Palito Ortega
Palito Ortega ( Lules, Província de Tucumán, Argentina, 8 de março de 1942) é o nome artístico de Ramón Bautista Ortega, cantor, ator,  político, produtor e diretor de cinema argentino.
Com grande fama na América Latina e espanha nos anos 60, cantando música jovem. Nos anos 90 dedicou-se à política e foi eleito governador da província de Tucumán em 1991-1995 e senador em 1995-1999. A partir de 2002 abandonou a política e retomou a carreira de cantor.